# إسحاق أمبروز باربر
إسحاق أمبروز باربر هو سياسي أمريكي، ولد في 26 يناير 1852 في سالم في الولايات المتحدة، وتوفي في 1 مارس 1909 في ايستون في الولايات المتحدة. نشط حزبياً في الحزب الجمهوري. وقد انتخب عضو مجلس النواب لولاية ماريلند ‏ وانتخب عضو مجلس النواب الأمريكي ‏.